# Réservoir d'Akhourian
Le réservoir de l'Akhourian (en arménien Ախուրյանի ջրամբար, en turc : Arpaçay Baraj Gölü) est un lac de barrage situé dans le marz de Shirak en Arménie et dans la province de Kars en Turquie. Son aménagement, décidé en 1963, a débuté en 1980 avec la construction du barrage d'Arpaçay (nom turc de l'Akhourian).
Son principal émissaire est l'Akhourian.